# أنتوني قود
أنتوني قود (10 نوفمبر 1952 في غانا - ) (بالإنجليزية: Antony Good)‏ هو لاعب كريكت بريطاني. لعب مع نادي مقاطعة لانكشر للكريكت ‏ وCheshire County Cricket Club ‏ والمقاطعات الوطنية للكريكيت الإنجليزي والويلزي ‏.

## وصلات خارجية
- أنتوني قود على موقع إي آس بي آن كريك إنفو (الإنجليزية)